# Proximus Diamond Games 2008
Il Proximus Diamond Games 2008 è stato un torneo di tennis giocato sul cemento. È stata la 7ª edizione del Proximus Diamond Games, che fa parte della categoria Tier II nell'ambito del WTA Tour 2008. Si è giocato dall'11 al 17 febbraio 2008.

## Campioni

### Singolare
Justine Henin ha battuto in finale  Karin Knapp con il punteggio di 6–3, 6–3

### Doppio
Cara Black /  Liezel Huber hanno battuto in finale  Květa Peschke /  Ai Sugiyama con il punteggio di 6–1, 6–3